# Dia de Sant Andreu
El Dia de Sant Andreu és la festa de sant Andreu. Se celebra el 30 de novembre.
Sant Andreu és el sant patró d'Escòcia, i el Dia de Sant Andreu és la diada nacional d'Escòcia (encara que el Sopar de Burns té un seguiment més ampli). En 2006, el Parlament Escocès designà el Dia de Sant Andreu com un dia festiu oficial. Encara que s'associa més comunament amb Escòcia, sant Andreu és també el sant patró de Grècia, Romania i Rússia.
En Alemanya, la festa se celebra com Andreasnacht ('Nit de Sant Andreu'), en Àustria amb el costum d'Andreasgebet ('Pregària de Sant Andreu'), i en Polònia com Andrzejki ('Andreus').

## Eleccions al Consell de Cent
El 30 de novembre era el dia tradicional per a celebrar les eleccions al Consell de Cent des de 1274.

## Tradicions i Celebracions a Escòcia

### Dia festiu
En 2006, el Parlament Escocès va aprovar la Llei de Sant Andreu com a Dia Festiu, que designà el dia com a dia festiu oficial. Si el 30 de novembre cau en cap de setmana, el dilluns vinent és dia festiu en el seu lloc.
La idea que Sant Andreu havia de ser dia festiu oficial la va proposar per primera vegada Dennis Cánaves, membre independent del Parlament Escocès per Falkirk West en 2003. Tanmateix, el projecte de llei que va presentar al Parlament va ser rebutjat inicialment perquè l'Executiu no li donava suport. Es va arribar a un acord perquè la festa no fora un dret addicional. Després, el Primer Ministre d'Escòcia, Jack McConnell, va declarar que creia que els caps i els treballadors havien de celebrar el dia amb vacances, però només en el lloc d'un dia festiu local ja existent, en comptes d'afegir-ne un més.
Encara que es tracta d'un dia festiu, els bancs no estan obligats a tancar i els caps no estan obligats a donar als seus empleats el dia lliure com a dia festiu.

### Dia de la Bandera
El Dia de Sant Andreu és dia oficial de la bandera en Escòcia. El reglament de banderes del Govern escocès estableix que la Bandera d'Escòcia (el Saltire) haurà d'hissar-se en tots els seus edificis que tinguen una asta. La Union Jack també s'arborarà si l'edifici té més d'una asta. La normativa del Govern del Regne Unit a Escòcia és al contrari. Els seus edificis hissaran la Union Flag en primer lloc, i només arboraran el Saltire si hi ha més d'una asta disponible.
L'hissament del Saltire el Dia de Sant Andreu s'ha desenvolupat recentment. Abans de 2002, el Govern escocès seguia els dies de bandera del Govern del Regne Unit i el Dia de Sant Andreu només enlairava la Union Jack. Això va fer que alguns membres del Parlament Escocès es queixaren que Escòcia era l'únic país del món que no podia arborar la seua bandera nacional en el seu dia nacional. Es van actualitzar les normes i es va establir que, en els edificis amb només una asta, es retirara el Saltire i se substituïra per la Union Jack.
L'arborament de la Union Jack al castell d'Edimburg tots els dies, inclòs el Dia de Sant Andreu, causà descontent entre alguns polítics del Partit Nacional Escocès, que argumentaren que la bandera que havia d'enlairar-se el 30 de novembre era el Saltire. Tanmateix, l'Exèrcit britànic continua hissant la Union Jack al dit castell, ja que encara és un lloc oficial de l'Exèrcit britànic per enarborar la bandera, i en totes les instal·lacions de l'Exèrcit enlairen Union Flag en una proporció de 3:5. Historic Scotland, una agència del Govern Escocès, té una part del castell arrendada a l'Exèrcit britànic. Este ha rebut crítiques per negar-se a enlairar el Saltire per sobre del Castell d'Edimburg i abandonar, però, la Union Jack pel Saltire en ses campanyes de reclutament en Escòcia, una decisió titlada d'hipòcrita pels polítics del Partit Nacional Escocès.